# Lusail-Stadion

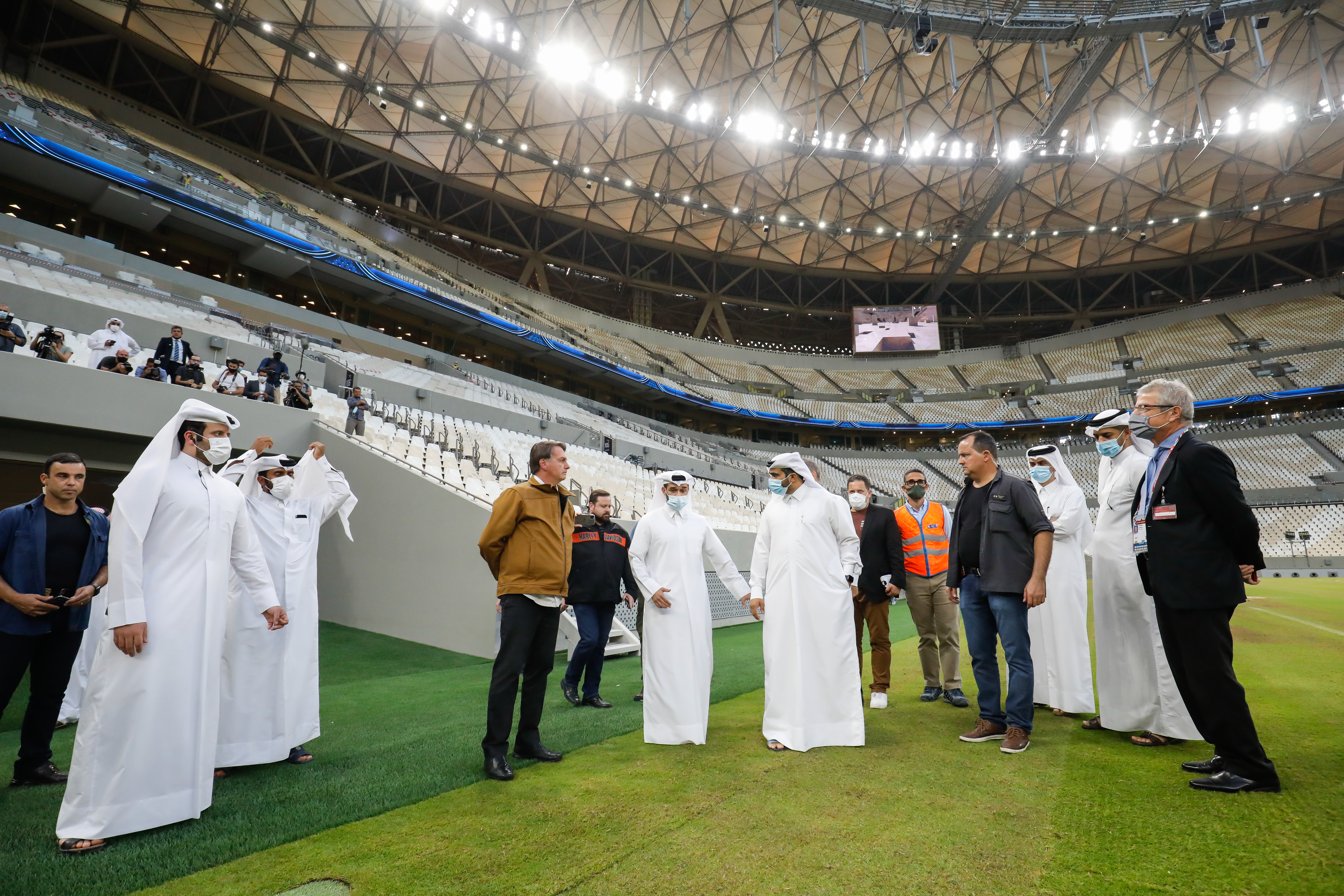
Bild aus dem Innenraum (mit Jair Bolsonaro) im November 2021

Das Lusail-Stadion (arabisch ملعب لوسيل الدولي) ist ein Fußballstadion in der katarischen Planstadt Lusail. Die Anlage liegt 15 Kilometer nördlich des Zentrums der Hauptstadt Doha und war Austragungsort des Endspiels der Fußball-Weltmeisterschaft 2022. Es bot zum WM-Turnier 88.966 Plätze. Das Stadion war Schauplatz von zehn Partien der Weltmeisterschaft. 

## Geschichte
Im April 2017 wurden die Bauarbeiten zu Erstellung des Stadionkomplexes aufgenommen. Ende Dezember 2021 teilte der zuständige Projektleiter Tamim El Abed gegenüber The New Arab mit, dass die Bauarbeiten, nachdem alle elektronischen Systeme, Informationsübertragungssysteme, Server sowie Gesundheits-, Sicherheits- und Brandschutzsysteme überprüft und in Betrieb genommen worden waren, abgeschlossen seien. Offiziell bot das Lusail Iconic Stadium 80.000 Plätze. Es könnten 5000 bis 6000 weitere Zuschauer in das Stadion, diese Plätze sind aber durch Barrieren und Werbebanden mit eingeschränkter Sicht. Das Design des Stadions lehnt sich an die arabische Fanar-Laterne an. Nach der Weltmeisterschaft wird die Anlage umgebaut. Es soll in eine Gemeinschaftszone für die Stadt Lusail mit Gesundheitszentren, Cafés, Schulen und Sporteinrichtungen umgewandelt werden. Dafür würden die meisten der Zuschauerplätze entfernt, um Platz für die neuen Bauten und Sportprojekte zu schaffen.
Im Juli 2022 wurde bekannt, dass das Spiel des 2. Spieltages der Qatar Stars League zwischen Al-Arabi und dem al-Rayyan SC auf den 11. August 2022 im Lusail Iconic Stadium vorverlegt wird. Dies war das erste offizielle Fußballspiel und Testlauf im WM-Endspielstadion. Die Partie endete mit einem 2:1-Sieg von Al-Arabi. Damit wurde auch die letzte Spielstätte der WM mit einem Spiel eröffnet.
Anfang August 2022 wurde bekannt gegeben, dass die offizielle Eröffnung des Stadions mit voller Kapazität am 9. September 2022 stattfinden wird. Es trat al-Hilal, als Meister der Saudi Professional League, gegen al-Zamalek, den Meister der Egyptian Premier League, an. Die Begegnung wurde unter der Bezeichnung Lusail Super Cup ausgetragen. Am Ende setzte sich al-Hilal vor einer Kulisse von 77.575 Zuschauern, nach einem 1:1 in der regulären Spielzeit, im Elfmeterschießen mit 4:1 gegen den afrikanischen Vertreter durch. Vor dem Eröffnungsspiel gab der ägyptische Sänger Amr Diab ein Konzert.

## Ausbeutung und Menschenrechtsverletzungen
Wie bei den anderen für die WM gebauten Stadien in Katar kam es auch beim Bau des Lusail Iconic Stadium zu Menschenrechtsverletzungen und zu Ausbeutung von Arbeitern. Amnesty International sprach von „sklavenähnlichen Zuständen“. Die Arbeiter sollen schlecht bezahlt worden sein, teilweise soll ihnen der Lohn vorenthalten worden sein. Nordkorea soll 3000 Arbeitssklaven nach Katar geschickt haben. 90 Prozent ihres Gehalts soll von Vermittlungsagenturen einbehalten worden sein.

## Spiele der Fußball-Weltmeisterschaft 2022 im Lusail-Stadion
Es wurden zehn Partien im Lusail-Stadion in Lusail ausgetragen.
|                                                   |   |               |                                 |
| Di., 22. Nov. 2022 um 11:00 Uhr MEZ, Gruppe C     |   |               |                                 |
| Argentinien                                       | – | Saudi-Arabien | 1:2 (1:0)                       |
| Do., 24. Nov. 2022 um 20:00 Uhr MEZ, Gruppe G     |   |               |                                 |
| Brasilien                                         | – | Serbien       | 2:0 (0:0)                       |
| Sa., 26. Nov. 2022 um 20:00 Uhr MEZ, Gruppe C     |   |               |                                 |
| Argentinien                                       | – | Mexiko        | 2:0 (0:0)                       |
| Mo., 28. Nov. 2022 um 20:00 Uhr MEZ, Gruppe H     |   |               |                                 |
| Portugal                                          | – | Uruguay       | 2:0 (0:0)                       |
| Mi., 30. Nov. 2022 um 20:00 Uhr MEZ, Gruppe C     |   |               |                                 |
| Saudi-Arabien                                     | – | Mexiko        | 1:2 (0:0)                       |
| Fr., 2. Dez. 2022 um 20:00 Uhr MEZ, Gruppe G      |   |               |                                 |
| Kamerun                                           | – | Brasilien     | 1:0 (0:0)                       |
| Di., 6. Dez. 2022 um 20:00 Uhr MEZ, Achtelfinale  |   |               |                                 |
| Portugal                                          | – | Schweiz       | 6:1 (2:0)                       |
| Fr., 9. Dez. 2022 um 20:00 Uhr MEZ, Viertelfinale |   |               |                                 |
| Niederlande                                       | – | Argentinien   | 2:2 n. V. (2:2, 0:1), 3:4 i. E. |
| Di., 13. Dez. 2022 um 20:00 Uhr MEZ, Halbfinale   |   |               |                                 |
| Argentinien                                       | – | Kroatien      | 3:0 (2:0)                       |
| 'So., 18. Dez. 2022 um 16:00 Uhr MEZ, Finale      |   |               |                                 |
| Argentinien                                       | – | Frankreich    | 3:3 n. V. (2:2, 2:0), 4:2 i. E. |